# Petricica, Bacău
Petricica este un sat în comuna Strugari din județul Bacău, Moldova, România.